# Tărâța, Bacău
Tărâța (în maghiară Kicsiszalánc) este un sat în comuna Pârjol din județul Bacău, Moldova, România.